# Franz Josef Krafeld
Franz Josef Krafeld (* 30. Oktober 1947 in Salzbergen) ist Professor für Erziehungswissenschaften an der Hochschule Bremen.

## Biografie
Krafeld studierte an der Pädagogischen Hochschule Westfalen-Lippe in Münster mit dem Abschlüssen als Grund- und Hauptschullehrer und als Diplompädagoge. 1976 promovierte er dann zum Doktor der Pädagogik. Neben dem Studium arbeitete er freiberuflich in der außerschulischen Jugendbildung, anschließend ab 1976 hauptberuflich als Jugendbildungsreferent beim Landesjugendring Nordrhein-Westfalen. In der Zeit zwischen 1978 und 1980 war er nebenher als Lehrbeauftragter an der Universität Duisburg tätig. Seit Ende 1979 arbeitet er als Hochschullehrer an der Hochschule Bremen im Fachbereich Sozialwesen mit den Schwerpunktgebieten Jugendarbeit und Berufintegration.
Besondere Beachtung fanden seine Arbeiten zur Akzeptierenden Jugendarbeit mit rechten Jugendcliquen, welche er dann zur Gerechtigkeitsorientierten Jugendarbeit weiterentwickelt hat.

## Werke (Auswahl)
- Anders leben lernen. Von berufsfixierten zu ganzheitlicheren Lebensorientierungen. Beltz, Weinheim 1989, ISBN 3-407-55738-8.
- Außerschulische politische Bildung mit Hauptschülern in Jugendbildungsstätten. Dissertation, Pädagog. Hochschule Westfalen-Lippe 1976; Eigenverlag Düsseldorf 1977.
- Cliquenorientierte Jugendarbeit. Grundlagen und Handlungsansätze. Juventa-Verlag, Weinheim 1992, ISBN 3-7799-0254-0.
- Geschichte der Jugendarbeit. Von den Anfängen bis zur Gegenwart. Beltz, Weinheim 1984, ISBN 3-407-55629-2.
- Grundlagen und Methoden aufsuchender Jugendarbeit. Eine Einführung. Verlag für Sozialwissenschaften. Wiesbaden 2004, ISBN 3-8100-4152-1.
- Jugendarbeit in rechten Szenen. Ansätze, Erfahrungen, Perspektiven. Edition Temmen, Bremen 1993, ISBN 3-86108-210-1, zusammen mit Kurt Möller und Andrea Müller.
- Die Praxis Akzeptierender Jugendarbeit. Konzepte, Erfahrungen, Analysen aus der Arbeit mit rechten Jugendcliquen. Verlag Leske + Budrich, Opladen 1996, ISBN 3-8100-1559-8.
- Die überflüssige Jugend der Arbeitsgesellschaft. Eine Herausforderung an die Pädagogik. Verlag Leske + Budrich, Opladen 2000, ISBN 3-8100-2876-2.